# Conotrachelus recticollis
Conotrachelus recticollis – gatunek chrząszcza z rodziny ryjkowcowatych.

## Zasięg występowania
Ameryka Południowa, występuje w Brazylii.

## Budowa ciała
Ciało lekko wydłużone. Przednia krawędź pokryw nieznacznie szersza od przedplecza, zakończona po bokach łagodną ostrogą. Na ich powierzchni wyraźne, podłużne żeberkowanie oraz niewyraźne i rzadkie punktowanie. Przedplecze szerokie i prostokątne w zarysie w tylnej części, z przodu dość nieznacznie zwężone, bardzo gęsto punktowane w centralnej części.